# Accentuation de l'espagnol
Cet article vise à décrire les règles d'accentuation de l'espagnol castillan, aussi bien pour l'accent tonique que l'accent écrit. 
En espagnol, les mots polysyllabiques possèdent une syllabe accentuée, c'est-à-dire prononcée avec plus d'insistance que les autres. On appelle cela l'accent tonique. Il obéit à des règles très précises. 

## Règles générales de l'accent tonique
Un mot a pour unique syllabe tonique :
- La  dernière syllabe s'il est terminé par une consonne autre que N ou S (Note : le Y prononcé [j] est considéré comme une consonne). Le N et S sont naturellement exclue de cette régle, puisqu'ils correspondent au pluriel, à la consonne finale des verbes pour le N (Les verbes étant toujours accentués sur leur radical, les désinences verbales finissant par une consonne ne peuvent pas être accentuées); à la consonne finale des noms et adjectifs pour le S et que son ajout, ne doit pas modifier l'accentuation naturelle du mot, sauf exceptions.

ex : corral
- L'avant-dernière syllabe s'il est terminé par une voyelle ou les consonnes N ou S (Note : le Y prononcé [i] est considéré comme une voyelle)

ex : gato, joven, hombres

## Exceptions
Si un mot déroge aux règles précédentes, la voyelle de sa syllabe accentuée est ornée d'un accent écrit. Réciproquement, un accent écrit indique cette irrégularité.
ex: césped et ratón
Cet accent écrit peut coiffer les lettres a, e, i, o, u.

## Cas des diphtongues et triphtongues
Une diphtongue ou triphtongue est une association de deux voyelles : une voyelle forte et une voyelle faible, ou de deux voyelles faibles, prononcée comme une seule syllabe
Voici la liste : ai, ao, au, ei, eu, ia, ie, iu, io, oi, ou, ue, ua, ui, uo
- Les voyelles fortes sont toujours accentuées sont a, e, o

- Dans le cas d'une diphtongue issue d'une association de deux voyelles faibles,(u et i), c'est la deuxième qui est accentuée.
- Dans un couple de deux voyelles, si l'une d'elles est ornée d'un accent écrit, alors la diphtongue est rompue et devient un hiatus
- Dans les triphtongues {\displaystyle (V_{f},V_{F},V_{f})} , la voyelle forte (VF) est toujours la voyelle centrale

## Cas des hiatus
Un hiatus est une association de deux voyelles fortes. Chaque voyelle appartient à une syllabe différente. Les règles d'accentuation normales s'appliquent. Une diphtongue rompue par l'accentuation écrite de la voyelle faible aboutit à un hiatus.

## Accent écrit à valeur grammaticale (accent diacritique)
Certains mots sont ornés d'un accent écrit sur la syllabe correspondant à la règle habituelle. Cet accent sert en fait à distinguer deux homonymes. Il s'agit le plus souvent de mots monosyllabiques.
| Homonyme | Traduction                                                                                | homonyme | traduction                   |
| -------- | ----------------------------------------------------------------------------------------- | -------- | ---------------------------- |
| dé       | donnez (impératif) [que] je donne (subjonctif présent) [qu']il donne (subjonctif présent) | de       | de (préposition)             |
| sí       | oui, si (adverbes)                                                                        | si       | si (conjonction)             |
| tú       | tu                                                                                        | tu       | ton, ta                      |
| él       | il                                                                                        | el       | le (article défini)          |
| té       | thé                                                                                       | te       | te                           |
| sé       | (je) sais sois (impératif)                                                                | se       | se                           |
| más      | plus                                                                                      | mas      | mais                         |
| cómo     | comment                                                                                   | como     | comme je mange               |
| qué      | que (interrogatif ou exclamatif)                                                          | que      | que                          |
| cuándo   | quand (interrogatif ou exclamatif)                                                        | cuando   | quand                        |
| cuánto   | combien (interrogatif ou exclamatif)                                                      | cuanto   | combien                      |
| éste     | celui-ci                                                                                  | este     | cet, l'est                   |
| ése      | celui-là                                                                                  | ese      | cet                          |
| aquél    | celui-là (plus éloigné que 'ése')                                                         | aquel    | cet (plus éloigné que 'ese') |
| sólo     | seulement                                                                                 | solo     | seul                         |

## Enseignement de l'accent tonique - méthode native
On orne d'un accent écrit la syllabe tonique
1. Des mots oxytons (palabras agudas) terminés par une voyelle, par N ou par S
2. Les mots paroxytons (palabras llanas) terminés par une consonne autre que N ou S
3. Les mots proparoxytons (palabras esdrújulas)
4. L’accent diacritique est utilisé pour distinguer certains mots de leur homophones.

## Sources
1. ↑  « L'accentuation - Écrire en espagnol, partie 2 », sur Espagnol-Cours, 2 septembre 2015 (consulté le 3 mai 2020)
2. ↑  « Espagnol: l'accentuation tonique telle qu'elle est enseignée aux hispanophones », sur dafsheli.chez-alice.fr (consulté le 3 mai 2020)